# 작은큰귀박쥐
작은큰귀박쥐(Micronycteris megalotis)는 주걱박쥐과(신세계잎코박쥐류)에 속하는 박쥐의 일종이다. 남아메리카와 중앙아메리카에서 발견되며, 특히 콜롬비아와 베네수엘라, 가이아나, 프랑스령 기아나, 브라질, 페루, 에콰도르, 볼리비아, 아르헨티나, 파라과이, 수리남 그리고 트리니다드에서 서식한다.